# Homme de Nankin
L'Homme de Nankin est le nom donné à deux crânes humains fossiles partiels appartenant à l'espèce Homo erectus, découverts en 1990 en Chine. Les deux crânes (un masculin et un féminin) et une molaire isolée ont été trouvés dans la grotte de la Coloquinte, située à Tangshan, près de Nankin, ancienne capitale de la Chine.

## Site
La grotte de la Coloquinte (en mandarin standard : 葫芦洞, en pinyin : Hulu dong), découverte en 1990, est située à Tangshan, 28 km à l'ouest de Nankin, dans la province du Jiangsu, en Chine. Les fossiles ont été trouvés dans la grotte, à une profondeur de 60–97 cm, par Liu Luhong, un ouvrier local.

## Description
Les études de différents fossiles attribués à l'espèce Homo erectus ont montré une certaine diversité morphologique. Les caractères crâniens de l'Homme de Nankin s'inscrivent dans la variabilité de l'espèce,,.

## Datation
Les chercheurs ont utilisé en 2001 la méthode de datation par les séries de l'uranium (spectrométrie de masse), qui a donné un âge minimum de 580 000 ans et un âge centré de 615 000 ans. Cette étude recule la précédente estimation de 270 000 ans,.

## Analyse
L'Homme de Nankin fait partie d'un ensemble de fossiles chinois du Pléistocène moyen attribués à Homo erectus, dont les plus connus sont ceux de l'Homme de Pékin.

## Conservation
Les fossiles de la grotte de la Coloquinte sont exposés au musée préhistorique de Tangshan, accompagnés de présentations didactiques sur la Préhistoire de la Chine.